# Chrysoteuchia sonobei
Chrysoteuchia sonobei là một loài bướm đêm trong họ Crambidae.